# Epistemische Logik
Die epistemische Logik (von griechisch ἐπιστήμη ‚Wissenschaft, Wissen‘), auch Wissenslogik, befasst sich mit Glauben und Wissen bei Individuen sowie Gruppen. Ziel von Untersuchungen mittels epistemischer Logik ist oft ein dynamisches oder flexibles Modell von Meinungs- und Wissenszuständen. Dieser Zweig der philosophischen Logik ist ein Teilbereich der Modallogik und fällt im Bereich von Glauben und Meinungen (Überzeugungen) häufig mit der doxastischen Logik zusammen.

## Begriff
Die epistemische Logik ist eine die klassische Logik erweiternde philosophische Logik, die die elementare Aussagen- oder Prädikatenlogik um
- einen Operator für das Wissen (Wissensoperator „W“) erweitert (= epistemische Logik im engeren Sinn (Logik des Wissens))

oder um weitere Operatoren aus der doxastischen Logik, z. B. für
- Glauben (Überzeugt-sein (starker Glaube); Für-wahrscheinlich-halten (schwacher Glaube))[1] oder
- Für-möglich-halten[2] (= epistemische Logik im weiteren Sinn)[1] (Logik des Glaubens und des Wissens).

Die epistemische Logik in ihrer modernen Form untersucht die Verbindungen der epistemischen Modalitäten zu komplexeren Kalkülen. Die epistemische Logik zeigt damit die systematischen Zusammenhänge zwischen den Wissensformen auf, zum Beispiel dem vorausgesetzten Wissen für weiteres Für-möglich-halten oder der Selbstreflexion des Wissens, und rekonstruiert die grundlegenden Begriffe der Erkenntnistheorie in der Logik. Sie ist daran interessiert zu zeigen, wann eine Aussage jeweils als bewiesen gilt, wann sie geglaubt, behauptet, gewusst wird. Sie beschäftigt sich ebenso mit den Begriffen Lüge und Irrtum und der Wahrscheinlichkeit. Die Übergänge zur Logik der Wahrscheinlichkeiten sind fließend.
Die epistemische Logik lässt sich nicht extensional, sondern allenfalls intensional interpretieren. Eine intensionale Semantik liegt in der Semantik der möglichen Welten vor. Die Grundidee dabei ist, dass jemand überzeugt ist, dass P, falls in jeder Welt, die er für möglich hält, P der Fall ist. Für genauere syntaktische und semantische Charakterisierungen der unterschiedlichen Systeme epistemischer bzw. doxastischer Logik; vgl. Modallogik.

## Beispiele

### Beispiele für gültige und ungültige Aussagen aus der epistemischen Logik (im engeren Sinn)
- Gültig: Wenn a weiß, dass P, dann ist P wahr.[4]
- Gültig: Wenn a weiß, dass P, und auch weiß, dass Q, dann weiß a, dass P und Q.
- Ungültig: Ich weiß nicht, dass P {\displaystyle \Leftrightarrow } Ich weiß, dass nicht P.

### Beispiele für gültige und ungültige Aussagen aus der doxastischen Logik
- Gültig: Wenn a davon überzeugt ist, dass P, und überzeugt ist, dass Q, dann ist a auch davon überzeugt, dass P und Q.
- Gültig: a hält P für möglich, wenn er nicht davon überzeugt ist, dass P nicht der Fall ist.
- Ungültig: Wenn a für wahrscheinlich hält, dass P, und auch für wahrscheinlich hält, dass Q, dann hält a für wahrscheinlich, dass P und Q[5].

### Beispiele für nur in manchen Systemen gültige Aussagen
- Wenn a weiß, dass P, dann weiß a auch, dass er weiß, dass P.  (Sogenanntes positives Introspektionsaxiom.)
- Wenn a nicht weiß, dass P, dann weiß a, dass er nicht weiß, dass P. (Sogenanntes negatives Introspektionsaxiom.)

## Anwendung in der Künstlichen Intelligenz
Es gibt eine Reihe von Ansätzen, eine epistemische Logik zu formalisieren und damit rechentechnisch anwendbar zu machen. Hintergrund ist das Bestreben zur Umsetzung von Schlussweisen, die auf Glauben und Wissen beruhen. Ein häufiger Ansatz ist es, von den Ausdrucksmöglichkeiten der Aussagen- oder der Prädikatenlogik auszugehen und zwei neue Operatoren (Modaloperatoren) für Glauben und Wissen einzuführen. Die Besonderheit dieser Operatoren besteht darin, dass sie das Vorhandensein eines Subjektes a voraussetzen, dessen Glauben oder Wissen sie auszudrücken erlauben:
{\displaystyle G_{a}(P)} bedeutet so viel wie: Das Subjekt a glaubt, dass P wahr ist.
{\displaystyle W_{a}(P)} bedeutet so viel wie: Das Subjekt a weiß, dass P wahr ist.
Um ein weiteres einfaches Beispiel für in (den meisten Systemen) der epistemischen Logik gültige Aussagen zu geben, sei hier noch die Beherrschung des modus ponens durch das Subjekt a genannt:
{\displaystyle W_{a}(P)\wedge W_{a}(P\rightarrow Q)\rightarrow W_{a}(Q)}
(wenn a weiß, dass P und auch weiß, dass P Q impliziert, dann weiß a auch, dass Q).
Dabei können unterschiedliche Subjekte natürlich unterschiedliche Dinge glauben oder wissen, die sich sogar widersprechen können.
Derartige logische Welten werden etwa in der künstlichen Intelligenz zur Realisierung von Multiagenten-Systemen eingesetzt.